# Belagerung von Wyborg
1. Phase: Schwedische Dominanz (1700–1709)
Dänischer Kriegsschauplatz (1700)
Humlebæk • Tönning I 
Livländ./ Estnischer Kriegsschauplatz (1700–1708)
Riga I • Jungfernhof • Varja • Pühhajoggi • Narva • Petschora • Düna • Rauge • Erastfer • Hummelshof • Embach • Tartu • Narva II • Wesenberg I • Wesenberg II
Ingermanländ./ Finnischer Kriegsschauplatz (ab 1701)
Archangelsk • Ladogasee • Nöteborg • Nyenschanz • Newa • Systerbäck • Petersburg • Wyborg I • Porvoo • Newa II • Koporje II • Kolkanpää
Litauisch-weißrussischer Kriegsschauplatz (1702–1706)
Vilnius • Saladen • Jakobstadt • Gemauerthof • Mitau • Grodno I • Olkieniki • Njaswisch • Klezk • Ljachawitschy
Polnischer Kriegsschauplatz (1702–1706)
Klissow • Pułtusk • Thorn • Lemberg • Warschau • Posen • Punitz • Tillendorf • Rakowitz • Praga • Fraustadt • Kalisch 
Russischer Kriegsschauplatz (1708–1709)
Grodno II • Golowtschin • Moljatitschi • Rajowka • Lesnaja • Desna • Baturyn • Koniecpol • Weprik • Opischnja • Krasnokutsk • Sokolki • Poltawa I • Poltawa II
2. Phase: Schweden in der Defensive (1710–1721)
Baltischer und Finnischer Kriegsschauplatz (bis 1714)
Riga II • Wyborg II • Pernau • Kexholm • Reval • Hogland • Pälkäne • Storkyro • Nyslott • Hanko 
Schwed./Norwegischer Kriegsschauplatz (1710–1721)
Helsingborg • Køge-Bucht • Bottnischer Meerbusen • Frederikshald I • Dynekilen-Fjord • Göteborg I • Strömstad • Trondheim • Frederikshald II • Marstrand • Ösel • Göteborg II • Södra Stäket • Grönham • Sundsvall
Norddeutscher Kriegsschauplatz (1711–1716)
Elbing • Wismar I • Lübow • Stralsund I • Greifswalder Bodden I • Stade • Rügen • Gadebusch • Altona • Tönning II • Stettin • Fehmarn • Wismar II • Stralsund II • Jasmund • Peenemünde • Greifswalder Bodden II • Stresow 
Die Belagerung von Wyborg durch die zaristische Armee war eine militärische Intervention im Großen Nordischen Krieg. Sie dauerte vom 22. März 1710 bis zum 12. Juni 1710. Sie endete mit der Kapitulation der schwedischen Besatzung von Wyborg.

## Vorgeschichte
Bereits im Jahre 1706 versuchte die russische Armee Wyborg einzunehmen. Da seine Truppen aber an anderer Stelle mehr gebraucht wurden, beließ es der Zar bei einer etwas stärkeren Besatzung in Sankt Petersburg und an der Grenze zu Finnland und brach die erste Belagerung ab. Dennoch war die Festung Wyborg immer eine bleibende Bedrohung für seine neue Hauptstadt Sankt Petersburg. Erst als die schwedische Armee in der Schlacht bei Poltawa vernichtend geschlagen wurde und der schwedische König Karl XII. verwundet ins Osmanische Reich floh, sah es der Zar an der Zeit jetzt auch Wyborg einzunehmen und in Finnland einzumarschieren.
Durch den großartigen Erfolg in Poltawa und die Vernichtung der schwedischen Armee, konnte der Zar eine Offensive in zwei Richtungen starten. Der eine Teil seiner Armee wurde gegen die Festung Riga geschickt und der andere in Richtung Finnland. Unter dem Oberbefehl von Generaladmiral Apraxin begannen 13.000 Mann am 22. März 1710 mit der Belagerung von Wyborg.

## Die Festung Wyborg und ihre Verteidigungsanlagen

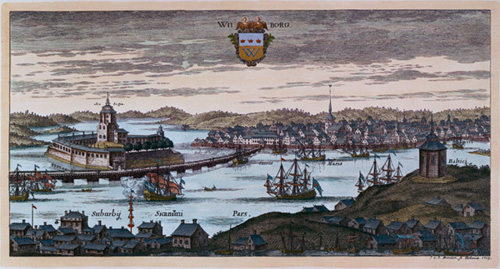
Gravur von 1709, auf der linken Seite das Schloss von Wyborg

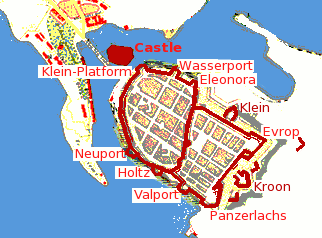
Die Befestigungen der Stadt vor dem russischen Angriff

Im Jahre 1709 war die Festung Wyborg die wichtigste Bastion Finnlands vor dem Zarenreich. Sie war an einer Schlüsselposition und wer die Stadt beherrschte, dem stand das Tor zum Süden Finnlands und der östliche Ostseeraum offen. Den Russen frontal gegenüber standen die Bastionen Holtz, Neuport, Klein-Plattform, Wassersport und Eleonora. Diese waren mit einer starken Steinmauer verbunden. Der östliche Teil der Stadt hatte drei Bastionen Valport, Panzerlachs und Evrop auch hier waren die einzelnen Bastionen miteinander verbunden, aber nicht so stark befestigt wie im Westen. Der Schutzwall war teilweise nur mit Holz und mit Wachtürmen aus Stein bestückt. Auf der kleinen Insel in der Mitte des Sunds war das Schloss von Wyborg, welches noch heute steht. Die Festung hatte 151 Kanonen zu ihrer Verteidigung.
Kommandant der Festung war Generalmajor Lybecker. Da dieser aber an anderer Stelle gebraucht wurde, übernahm Oberst Stiernstråle das Kommando der Garnison. Die Verteidigungswälle waren in einem schlechten Zustand. Sie waren zuletzt im Jahre 1702 notdürftig ausgebessert worden. Die Garnison in Wyborg war um 1710 etwa 4000 Mann stark. Auch die Einwohner der Stadt waren eifrig am Aufbau und Ausbau der Verteidigungsanlagen beteiligt.

## Die Belagerung
Im Gegensatz zur ersten Belagerung plante Peter I. eine kombinierte Belagerung zu Land und eine Seeblockade.
Im Februar 1710 sammelte sich die Infanterie und Kavallerie unter dem Oberbefehl von Generaladmiral Apraxin bei Sankt Petersburg. Sie marschierte in zwei Treffen Richtung Wyborg ab. Am 21. März erreichte die Kavallerie die Vororte von Wyborg. Die schwedischen Besatzungstruppen wurden zum Rückzug gezwungen. Damit die Russen keine Unterkünfte oder strategische Rückzugspunkte bekommen, brannten die Schweden die Vororte nieder und die Einwohner flohen gemeinsam mit den Soldaten in die Festung. Am 22. März erreichten auch die Infanterieregimenter und die Artillerie die Belagerungspositionen vor Wyborg. Wenige Tage nach dem Eintreffen der Geschütze begannen die Russen mit dem Artilleriefeuer.
Als Ende März die Belagerung begann, war die Umgebung von Wyborg noch mit Schnee bedeckt und es war sehr kalt. Dadurch und durch die mangelhafte Versorgung der Russen mit Nachschub brachen Seuchen unter den Belagerern aus.
Die Artillerie der Russen war zu schwach, um die Schweden zur Aufgabe zu zwingen. In einem Brief von Aleksander Myshlayevsky an den Zaren heißt es, dass die eigenen Waffen zu wenig Schaden anrichten und wenn man 100 Geschosse auf Wyborg schießt, kommen 1000 Geschosse zurück. Laut einer von Myshlayevsky aufgestellten Liste schossen die russischen Kanoniere vom 21. März bis zum 9. April 2975 Schüsse aus ihren Mörsern und 1531 Schüsse aus ihren Kanonen auf Wyborg ab. Die Besatzung der Festung antwortete mit 399 Mörsergeschossen und 7464 Kanonenschüssen. Dennoch hatten die Mörsereinschläge ihre Wirkung erzielt und den Festungsmauern starken Schaden zugefügt. Die Einwohner von Wyborg mussten sich in ihren Kellern verstecken. Die auf den Hügeln um die Stadt positionierten russischen Infanterieregimenter wurden von der schwedischen Artillerie immer wieder unter Beschuss genommen und erlitten schwere Verluste.
Ende März versuchten die Schweden einen Durchbruch des Belagerungsringes um Wyborg. Dieser wurde aber zurückgeworfen.

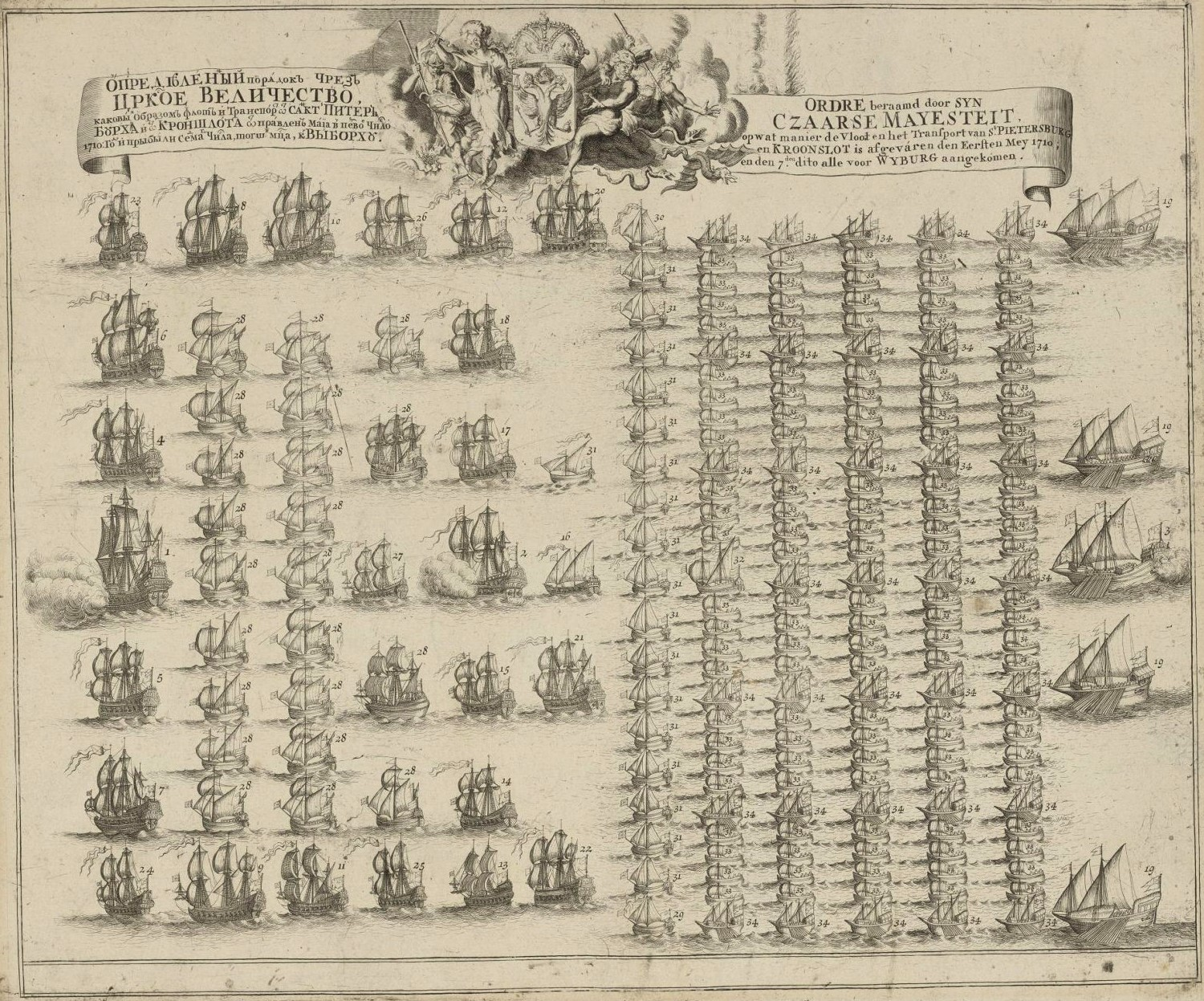
Zeitgenössische Darstellung der anlandenden russischen Flotte

Die Generalmajore Bruce und Bergholtz wandten sich an Apraxin und brachten eine Erstürmung der Festung zur Sprache. Dieser schrieb einen Brief an den Zaren, welcher sich in Sankt Petersburg befand, um die Situation zu erklären und um weitere Befehle zu erhalten. Der Zar unterrichtete den Generaladmiral darüber, dass er sobald das Eis auf der Ostsee getaut sei, mit einer Flotte Richtung Wyborg aufbreche, um die Armee zu verstärken. Er überließ Apraxin aber die Entscheidung die Festung schon eher zu stürmen. Da dieser aber die Verantwortung für eine gescheiterte Erstürmung nicht übernehmen wollte, entschied Apraxin sich dafür auf den Zaren zu warten.
In der russischen Belagerungsarmee starben zu diesem Zeitpunkt mehr Soldaten an der Pest und anderen Krankheiten als an den Kampfhandlungen.

## Die Verstärkung und Neuorganisation der Artillerie
Als der Schnee geschmolzen und die Ostsee eisfrei war, konnte der Zar mit einer Flotte aus 250 Schiffen, seine Truppen mit Nachschubgütern versorgen und die Artillerie verstärken. Der Zar reist unter dem Decknamen Peter Michajlov im Rang eines Konteradmirals mit der Flotte nach Wyborg.

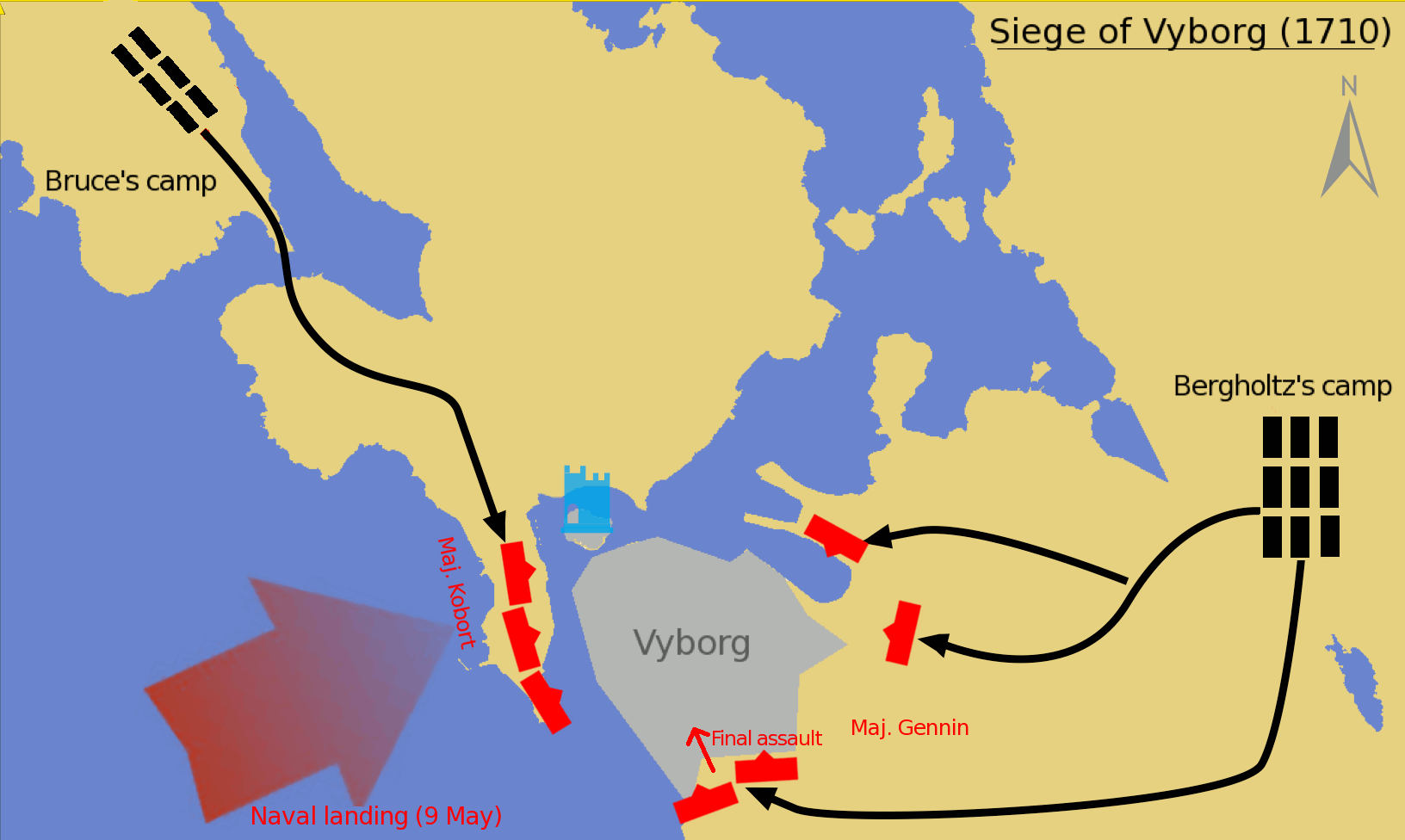
Auf Anweisung des Zaren neu gestellte Artilleriepositionen Ende Mai 1710

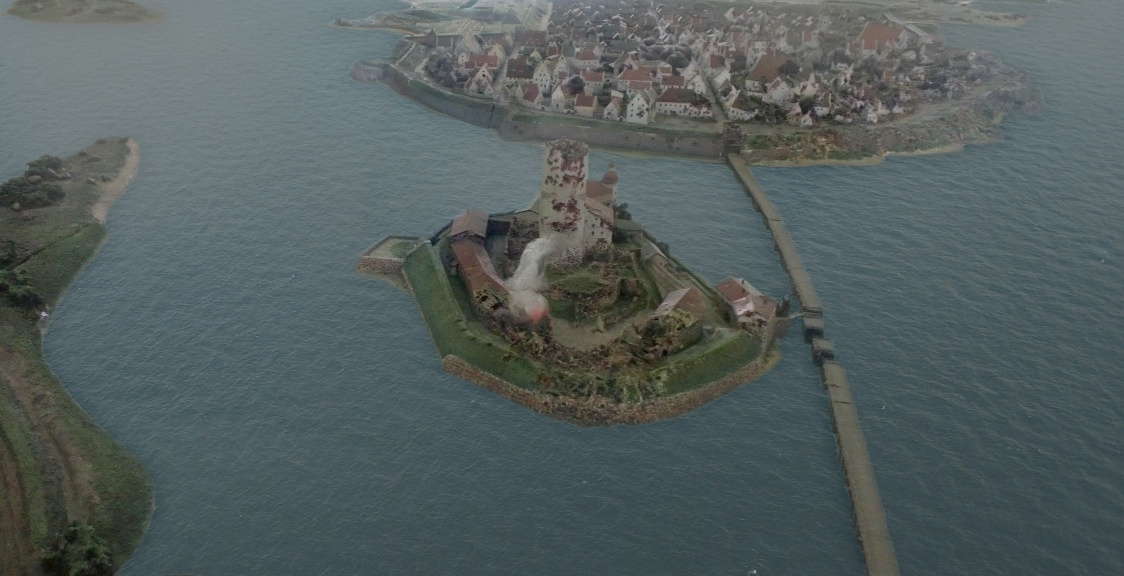
Museumsmodell der Wyborger Festung mit den Beschussschäden an der Festung und an der Stadtmauer

Der Zar besichtigte sofort die Belagerungsarmee und richtete sein Hauptaugenmerk auf die Artilleriestellungen. Diese ließ er umstellen. Er ließ 60 Kanonen und 18 Mörser direkt auf einen Punkt der Festungsmauer ausrichten. Außerdem wurden 160 leichte Mörser zusätzlich aufgestellt. Diese sollten die Verteidiger von den Mauern schießen. 20 Kanonen, 10 Mörser und 50 leichte Mörser verblieben in Reserve. Er schlug auch vor, dass die Schiffe, welche die Seeblockade errichtet hatten, ebenfalls auf die Festung feuern könnten. Dazu kommt es aber im Verlauf der Belagerung nicht mehr.
Der Zar selbst sagte zu Generaladmiral Apraxin, dass die Stadt einzunehmen sei, koste es was es wolle. Da sich die Belagerung aber länger dauerte als angenommen, verließ Peter I. die Armee und kehrte nach Moskau zurück.
Am 16. Mai kreuzte eine schwedische Flottille in der Wyborger Bucht. Sie konnte aber nicht nah genug an die Festung heran, denn die schweren Schlachtschiffe hatten zu viel Tiefgang und ein Leichtern der Boote wurde von der russischen Marine gestört. Die Schweden konnten den Wyborgern nicht mehr helfen und drehten ab.
Der Umbau der Artilleriestellungen begann am 17. Mai, am 24. Mai begannen die ersten Geschütze mit dem Beschuss der Festungsmauer. Am 29. Mai schrieb der General an den Zaren, dass der Umbau abgeschlossen sei und der Beschuss am 1. Juni beginne. Der tägliche Dauerbeschuss hielt bis zum 6. Juni an. Die Bombardierung der Stadtmauer brachte diese an einigen Stellen zum Einstürzen. In diesen sechs Tagen feuerte die russische Artillerie 2975 Mörsergeschosse und 1539 Kanonenschüsse ab. Die schwedischen Kanoniere antworteten mit 7464 Schüssen aus ihren Kanonen und 394 aus Mörsern und verursachten noch immer starke Verluste unter den russischen Infanterieeinheiten.
Am 6. Juni fiel die Entscheidung zur Erstürmung der Festung und zwei Infanterieregimenter stellten sich zum Angriff auf. An den folgenden Tagen wurde die Erstürmung vorbereitet und die 2. und 3. Welle bestimmt. Die Erstürmungsregimenter standen bereits am 6. Juni fest.

## Die Kapitulation
Am 9. Juni schickte der Kommandant der Festung einen Unterhändler zum russischen Generaladmiral. Er bot einen Waffenstillstand und Kapitulationsverhandlungen an.
Am 12. Juni marschierte der Zar an der Spitze des Preobraschensker Leib-Garderegiments in die Stadt ein. Am 13. Juni wurde die Festung offiziell an die Russen übergeben.
Die überlassene schwedische Garnison bestand noch aus 3880 Männern, darunter 156 Offiziere und 3274 Soldaten niedrigeren Ranges. Die schwedischen Verluste wurden auf rund 2500 Mann geschätzt.
In der Kapitulation der Stadt wurde auch der freie Abzug der schwedischen Garnison und aller Familienangehörigen ausgehandelt. Generaladmiral Apraxin ließ die Schweden abziehen. Erst auf ausdrücklichen Befehl des Zaren Peter I. hin wurden die Schweden wieder in Gefangenschaft genommen und nach Petersburg verschleppt. Der Zar wollte seine neue Hauptstadt so schnell wie möglich bevölkern und so zwang er die Schweden, unter Androhung von Verschleppung nach Sibirien, in Petersburg zu bleiben.
Auch die in der Kapitulation zugestandene Religionsfreiheit wurde nicht eingehalten. Die Kirche der lutherischen Gemeinde fiel an die russische Kirche und die Lutheraner mussten mit in die finnische Kirche einziehen. Auch ist die Rede von der Verschleppung einiger Einwohner nach Petersburg und in das innere russische Reich.

## Die Folgen

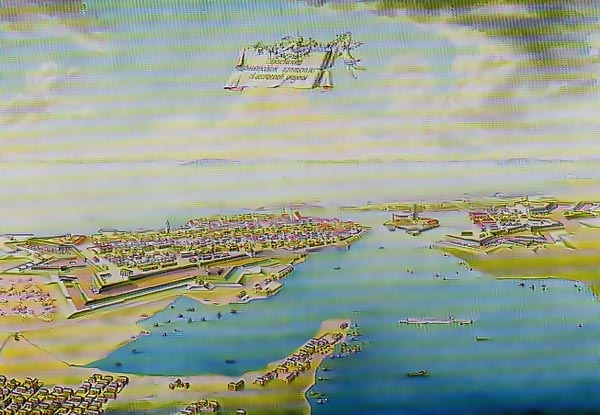
Darstellung der Stadt Wyborg im 18. Jahrhundert von Norden aus gesehen

Während und nach der Kapitulation von Wyborg, wüteten die Russen in Karelien. Es wird berichtet, dass Dörfer komplett niedergebrannt wurden und die Einwohner nach Russland verschleppt wurden. Des Weiteren wird von unsäglicher Folter geschrieben. So sollen russische Soldaten Zivilisten an Stöcke gebunden haben und 10- bis 12-mal über dem Feuer gedreht haben. Auch wurden den Einwohnern mit Stöcken und Spannen Brandnarben zugefügt. Auch von Vergewaltigungen wird berichtet.
In seiner öffentlichen Bekanntgabe der Einnahme von Wyborg, schrieb Peter der Große, dass von nun an die „endgültige Sicherheit von Sankt Petersburg hergestellt worden ist“. Durch die Einnahme von Wyborg, wurden mehrere wichtige strategische Ziele erreicht. Das Russische Reich hatte nun seinen Zugang zur Ostsee verbessert, von denen sie weitere Angriffe gegen Finnland einleitete, man hat eine starke Festung erobert, die neue Hauptstadt Sankt Petersburg konnte nach Norden hin besser verteidigt werden. Der Zar befahl der Festung, so schnell als möglich, mit Hilfe einer speziellen Armeedivision und lokalen Bauern zu sanieren und wieder voll einsatzfähig zu stellen. Zum Kommandanten der Festung ernannte der Zar den Brigadier (Brigadegeneral) Tschernyschow.
Mit dem Verlust von Wyborg, verloren die Schweden eine wichtige See- und Land-Basis, und ihre Aktivitäten in den Golf von Finnland wurden eingeschränkt. Russlands Besetzung Wyborgs und Kareliens ermöglichte die Schaffung einer Basis, um Truppen zu versorgen und Schiffe zu bauen, und erweiterte den Wirkungsbereich der baltischen Flotte. Wyborg war die wichtigste Militärbasis im Feldzug 1712–1714 gegen Finnland.
Für die erfolgreiche Belagerung der Stadt erhielt der Generaladmiral Graf Apraxin den Sankt-Andreas-Orden verliehen. Der Kommandant der Festung Oberst Magnus Stiernstråle blieb elf Jahre lang in russischer Kriegsgefangenschaft.
Im 1721 geschlossenen Frieden von Nystad wurde die Stadt dem russischen Zarenreich zugesprochen. Nun begann eine multikulturelle Epoche mit russischen, schwedischen, finnischen und deutschen Einflüssen die Stadt zu prägen.